# Fredrik Bergström
Fredrik Bergström, né le 9 juillet 1990 à Onsala, est un skipper suédois. Il a remporté la médaille d'argent olympique en 470 en 2020. 

## Palmarès
- Jeux olympiques de 2020 : 
  -  Médaille d'argent en 470 avec Anton Dahlberg